# Liste des monuments historiques protégés en 1954
Cet article recense les monuments historiques français classés ou inscrits en 1954.

## Protections
| Édifice                                                           | Commune                             | Département             | Région                     | Protection | Base Mérimée                         | Coordonnées                        | Image |
| ----------------------------------------------------------------- | ----------------------------------- | ----------------------- | -------------------------- | ---------- | ------------------------------------ | ---------------------------------- | ----- |
| Église Notre-Dame                                                 | Fleuriel                            | Allier                  | Auvergne-Rhône-Alpes       | classé     | « PA00093104 », notice no PA00093104 | 46° 16′ 55″ nord, 3° 10′ 39″ est   |       |
| Chapelle Saint-Jean                                               | Saint-Jeannet                       | Alpes-de-Haute-Provence | Provence-Alpes-Côte d'Azur | inscrit    | « PA00080465 », notice no PA00080465 | 43° 57′ 22″ nord, 6° 07′ 25″ est   |       |
| Dégagement de l'église                                            | Cruas                               | Ardèche                 | Auvergne-Rhône-Alpes       | classé     | « PA00116702 », notice no PA00116702 | 44° 39′ 25″ nord, 4° 45′ 46″ est   |       |
| Château du Bruget                                                 | Jaujac                              | Ardèche                 | Auvergne-Rhône-Alpes       | inscrit    | « PA00116711 », notice no PA00116711 | 44° 37′ 57″ nord, 4° 14′ 42″ est   |       |
| Grand Pont                                                        | Saint-Jean-de-Muzols                | Ardèche                 | Auvergne-Rhône-Alpes       | inscrit    | « PA00116790 », notice no PA00116790 | 45° 04′ 00″ nord, 4° 46′ 52″ est   |       |
| Croix de chemin                                                   | Satillieu                           | Ardèche                 | Auvergne-Rhône-Alpes       | classé     | « PA00116815 », notice no PA00116815 | 45° 09′ 03″ nord, 4° 36′ 54″ est   |       |
| Maison                                                            | Lesmont                             | Aube                    | Grand Est                  | inscrit    | « PA00078134 », notice no PA00078134 | 48° 25′ 39″ nord, 4° 24′ 48″ est   |       |
| Maison presbytérale                                               | Lagrasse                            | Aude                    | Occitanie                  | Classé     | « PA00102719 », notice no PA00102719 | 43° 05′ 27″ nord, 2° 37′ 10″ est   |       |
| Château de Quillan                                                | Quillan                             | Aude                    | Occitanie                  | inscrit    | « PA00102873 », notice no PA00102873 | 42° 52′ 29″ nord, 2° 11′ 12″ est   |       |
| Immeuble de la cour des Imprimeurs                                | Caen                                | Calvados                | Normandie                  | inscrit    | « PA00111159 », notice no PA00111159 | 49° 11′ 00″ nord, 0° 21′ 54″ ouest |       |
| Pierre Tourneresse                                                | Cairon                              | Calvados                | Normandie                  | inscrit    | « PA00111200 », notice no PA00111200 | 49° 14′ 07″ nord, 0° 26′ 29″ ouest |       |
| Château de Crèvecœur-en-Auge                                      | Crèvecœur-en-Auge                   | Calvados                | Normandie                  | inscrit    | « PA00111263 », notice no PA00111263 | 49° 07′ 21″ nord, 0° 00′ 42″ est   |       |
| Belle Roche                                                       | Culey-le-Patry                      | Calvados                | Normandie                  | classé     | « PA00111273 », notice no PA00111273 | 48° 56′ 59″ nord, 0° 33′ 05″ ouest |       |
| Immeuble                                                          | Honfleur                            | Calvados                | Normandie                  | inscrit    | « PA00111396 », notice no PA00111396 | 49° 25′ 19″ nord, 0° 13′ 57″ est   |       |
| Prieuré de Saint-André-d'Hébertot                                 | Saint-André-d'Hébertot              | Calvados                | Normandie                  | inscrit    | « PA00111654 », notice no PA00111654 | 49° 18′ 47″ nord, 0° 16′ 46″ est   |       |
| Mégalithe du Pré-du-Vivret                                        | Saint-Omer                          | Calvados                | Normandie                  | inscrit    | « PA00111705 », notice no PA00111705 | 48° 55′ 42″ nord, 0° 25′ 59″ ouest |       |
| Église Saint-Pardoux de Barret                                    | Barret                              | Charente                | Nouvelle-Aquitaine         | classé     | « PA00104241 », notice no PA00104241 | 45° 29′ 18″ nord, 0° 12′ 08″ ouest |       |
| Cimetière de Bignay                                               | Bignay                              | Charente-Maritime       | Nouvelle-Aquitaine         | inscrit    | « PA00104619 », notice no PA00104619 | 45° 55′ 01″ nord, 0° 36′ 04″ ouest |       |
| Château de Benge                                                  | Collonges-la-Rouge                  | Corrèze                 | Nouvelle-Aquitaine         | classé     | « PA00099964 », notice no PA00099964 | 45° 03′ 36″ nord, 1° 39′ 09″ est   |       |
| Maison Poignet                                                    | Collonges-la-Rouge                  | Corrèze                 | Nouvelle-Aquitaine         | classé     | « PA00099728 », notice no PA00099728 |                                    |       |
| Menhir                                                            | Glomel                              | Côtes-d'Armor           | Bretagne                   | inscrit    | « PA00089163 », notice no PA00089163 |                                    |       |
| Chapelle Notre-Dame de Restudo                                    | Saint-Péver                         | Côtes-d'Armor           | Bretagne                   | classé     | « PA00089654 », notice no PA00089654 | 48° 28′ 14″ nord, 3° 05′ 31″ ouest |       |
| Ancien palais épiscopal                                           | Tréguier                            | Côtes-d'Armor           | Bretagne                   | classé     | « PA00089703 », notice no PA00089703 | 48° 47′ 17″ nord, 3° 13′ 53″ ouest |       |
| Château du Coudray-Salbart                                        | Échiré                              | Deux-Sèvres             | Nouvelle-Aquitaine         | classé     | « PA00101229 », notice no PA00101229 | 46° 24′ 25″ nord, 0° 25′ 35″ ouest |       |
| Château d'Escoire                                                 | Escoire                             | Dordogne                | Nouvelle-Aquitaine         | inscrit    | « PA00082525 », notice no PA00082525 | 45° 12′ 23″ nord, 0° 50′ 47″ est   |       |
| Chapelle Saint-Mauxe d'Acquigny                                   | Acquigny                            | Eure                    | Normandie                  | inscrit    | « PA00099289 », notice no PA00099289 | 49° 10′ 11″ nord, 1° 11′ 11″ est   |       |
| Église Notre-Dame de Drucourt                                     | Drucourt                            | Eure                    | Normandie                  | inscrit    | « PA00099392 », notice no PA00099392 | 49° 06′ 56″ nord, 0° 27′ 53″ est   |       |
| Château du Bosc-Henry                                             | Drucourt                            | Eure                    | Normandie                  | inscrit    | « PA00099391 », notice no PA00099391 | 49° 06′ 40″ nord, 0° 27′ 27″ est   |       |
| Église Saint-Pierre d'Épreville-en-Lieuvin                        | Épreville-en-Lieuvin                | Eure                    | Normandie                  | inscrit    | « PA00099398 », notice no PA00099398 | 49° 12′ 08″ nord, 0° 32′ 08″ est   |       |
| Église Saint-Martin de Fatouville-Grestain                        | Fatouville-Grestain                 | Eure                    | Normandie                  | inscrit    | « PA00099410 », notice no PA00099410 | 49° 24′ 20″ nord, 0° 19′ 38″ est   |       |
| Église Sainte-Christine de Ferrières-Haut-Clocher                 | Ferrières-Haut-Clocher              | Eure                    | Normandie                  | inscrit    | « PA00099415 », notice no PA00099415 | 49° 01′ 15″ nord, 0° 58′ 53″ est   |       |
| Église Notre-Dame de Goupillières                                 | Goupillières                        | Eure                    | Normandie                  | inscrit    | « PA00099436 », notice no PA00099436 | 49° 07′ 39″ nord, 0° 45′ 39″ est   |       |
| Portail de l'Église Saint-Martin de Grandvilliers                 | Grandvilliers                       | Eure                    | Normandie                  | inscrit    | « PA00099438 », notice no PA00099438 | 48° 48′ 53″ nord, 1° 03′ 40″ est   |       |
| Église Saint-Léger de Grosley-sur-Risle                           | Grosley-sur-Risle                   | Eure                    | Normandie                  | inscrit    | « PA00099439 », notice no PA00099439 | 49° 02′ 44″ nord, 0° 48′ 04″ est   |       |
| Église Saint-Denis de Guiseniers                                  | Guiseniers                          | Eure                    | Normandie                  | inscrit    | « PA00099441 », notice no PA00099441 | 49° 13′ 00″ nord, 1° 28′ 54″ est   |       |
| Ferme de Guiseniers                                               | Guiseniers                          | Eure                    | Normandie                  | inscrit    | « PA00099442 », notice no PA00099442 | 49° 13′ 00″ nord, 1° 28′ 56″ est   |       |
| Église Notre-Dame d'Houetteville                                  | Houetteville                        | Eure                    | Normandie                  | inscrit    | « PA00099455 », notice no PA00099455 | 49° 07′ 42″ nord, 1° 06′ 35″ est   |       |
| Église Notre-Dame d'Iville                                        | Iville                              | Eure                    | Normandie                  | inscrit    | « PA00099458 », notice no PA00099458 | 49° 10′ 38″ nord, 0° 55′ 40″ est   |       |
| Croix de Montaure                                                 | Montaure                            | Eure                    | Normandie                  | inscrit    | « PA00099489 », notice no PA00099489 | 49° 13′ 54″ nord, 1° 05′ 18″ est   |       |
| Église Saint-Germain-l'Auxerrois de Noards                        | Noards                              | Eure                    | Normandie                  | inscrit    | « PA00099500 », notice no PA00099500 | 49° 12′ 52″ nord, 0° 30′ 31″ est   |       |
| Église Saint-Quentin de Poses                                     | Poses                               | Eure                    | Normandie                  | inscrit    | « PA00099523 », notice no PA00099523 | 49° 17′ 48″ nord, 1° 15′ 00″ est   |       |
| Église Notre-Dame de Prey                                         | Prey                                | Eure                    | Normandie                  | inscrit    | « PA00099524 », notice no PA00099524 | 48° 57′ 50″ nord, 1° 12′ 57″ est   |       |
| Église Sainte-Marguerite de Sainte-Marguerite-de-l'Autel          | Sainte-Marguerite-de-l'Autel        | Eure                    | Normandie                  | inscrit    | « PA00099560 », notice no PA00099560 | 48° 53′ 59″ nord, 0° 51′ 19″ est   |       |
| Église Notre-Dame                                                 | Bonneval                            | Eure-et-Loir            | Centre-Val de Loire        | classé     | « PA00096977 », notice no PA00096977 | 48° 10′ 53″ nord, 1° 23′ 12″ est   |       |
| Maison                                                            | Pont-Saint-Esprit                   | Gard                    | Occitanie                  | inscrit    | « PA00103170 », notice no PA00103170 | 44° 15′ 30″ nord, 4° 38′ 54″ est   |       |
| Maison                                                            | Pont-Saint-Esprit                   | Gard                    | Occitanie                  | inscrit    | « PA00103167 », notice no PA00103167 |                                    |       |
| Maison                                                            | Pont-Saint-Esprit                   | Gard                    | Occitanie                  | inscrit    | « PA00103168 », notice no PA00103168 | 44° 15′ 24″ nord, 4° 38′ 57″ est   |       |
| Maison                                                            | Pont-Saint-Esprit                   | Gard                    | Occitanie                  | inscrit    | « PA00103169 », notice no PA00103169 | 44° 15′ 29″ nord, 4° 39′ 00″ est   |       |
| Hôtel de Foissac                                                  | Uzès                                | Gard                    | Occitanie                  | inscrit    | « PA00103267 », notice no PA00103267 | 44° 00′ 45″ nord, 4° 25′ 15″ est   |       |
| Maison                                                            | Uzès                                | Gard                    | Occitanie                  | inscrit    | « PA00103272 », notice no PA00103272 | 44° 00′ 47″ nord, 4° 25′ 09″ est   |       |
| Portail et ses vantaux                                            | Uzès                                | Gard                    | Occitanie                  | inscrit    | « PA00103278 », notice no PA00103278 | 44° 00′ 42″ nord, 4° 25′ 12″ est   |       |
| Portail et ses vantaux                                            | Uzès                                | Gard                    | Occitanie                  | inscrit    | « PA00103265 », notice no PA00103265 | 44° 00′ 45″ nord, 4° 25′ 15″ est   |       |
| Grille d'entrée en fer forgé de l'Hôtel du diocèse civil          | Uzès                                | Gard                    | Occitanie                  | inscrit    | « PA00103266 », notice no PA00103266 | 44° 00′ 44″ nord, 4° 25′ 15″ est   |       |
| Maison                                                            | Uzès                                | Gard                    | Occitanie                  | inscrit    | « PA00103270 », notice no PA00103270 | 44° 00′ 47″ nord, 4° 25′ 07″ est   |       |
| Hôtel Rafin                                                       | Uzès                                | Gard                    | Occitanie                  | inscrit    | « PA00103264 », notice no PA00103264 | 44° 00′ 45″ nord, 4° 25′ 15″ est   |       |
| Maison                                                            | Uzès                                | Gard                    | Occitanie                  | inscrit    | « PA00103269 », notice no PA00103269 | 44° 00′ 41″ nord, 4° 25′ 04″ est   |       |
| Porte de 1662 de l'hôtel d'Amoreux                                | Uzès                                | Gard                    | Occitanie                  | inscrit    | « PA00103268 », notice no PA00103268 | 44° 00′ 44″ nord, 4° 25′ 14″ est   |       |
| Maison                                                            | Uzès                                | Gard                    | Occitanie                  | inscrit    | « PA00103273 », notice no PA00103273 | 44° 00′ 46″ nord, 4° 25′ 09″ est   |       |
| Maison                                                            | Uzès                                | Gard                    | Occitanie                  | inscrit    | « PA00103275 », notice no PA00103275 | 44° 00′ 43″ nord, 4° 25′ 09″ est   |       |
| Maison                                                            | Uzès                                | Gard                    | Occitanie                  | inscrit    | « PA00103276 », notice no PA00103276 | 44° 00′ 37″ nord, 4° 25′ 05″ est   |       |
| Maison                                                            | Uzès                                | Gard                    | Occitanie                  | inscrit    | « PA00103271 », notice no PA00103271 | 44° 00′ 45″ nord, 4° 25′ 05″ est   |       |
| Maison                                                            | Bordeaux                            | Gironde                 | Nouvelle-Aquitaine         | classé     | « PA00083417 », notice no PA00083417 | 44° 50′ 28″ nord, 0° 34′ 48″ ouest |       |
| Maison                                                            | Bordeaux                            | Gironde                 | Nouvelle-Aquitaine         | classé     | « PA00083419 », notice no PA00083419 | 44° 50′ 27″ nord, 0° 34′ 48″ ouest |       |
| Château de Guilleragues                                           | Saint-Sulpice-de-Guilleragues       | Gironde                 | Nouvelle-Aquitaine         | inscrit    | « PA00083809 », notice no PA00083809 | 44° 37′ 34″ nord, 0° 03′ 01″ est   |       |
| Croix de carrefour de Blanzac                                     | Blanzac                             | Haute-Loire             | Auvergne-Rhône-Alpes       | classé     | « PA00092602 », notice no PA00092602 | 45° 06′ 31″ nord, 3° 50′ 23″ est   |       |
| Église Saint-Didier de Saint-Didier-en-Velay                      | Saint-Didier-en-Velay               | Haute-Loire             | Auvergne-Rhône-Alpes       | inscrit    | « PA00092837 », notice no PA00092837 | 45° 18′ 09″ nord, 4° 16′ 38″ est   |       |
| Sculpture tricéphale                                              | Lugrin                              | Haute-Savoie            | Auvergne-Rhône-Alpes       | classé     | « PA00118403 », notice no PA00118403 | 46° 23′ 54″ nord, 6° 39′ 31″ est   |       |
| Chapelle de Pouey-Laün                                            | Arrens-Marsous                      | Hautes-Pyrénées         | Occitanie                  | classé     | « PA00095323 », notice no PA00095323 | 42° 57′ 02″ nord, 0° 13′ 03″ ouest |       |
| Maison de l'abbé Delille                                          | Clamart                             | Hauts-de-Seine          | Île-de-France              | inscrit    | « PA00088095 », notice no PA00088095 | 48° 48′ 17″ nord, 2° 15′ 31″ est   |       |
| Moulin de Bessan                                                  | Bessan                              | Hérault                 | Occitanie                  | inscrit    | « PA00103372 », notice no PA00103372 | 43° 21′ 45″ nord, 3° 26′ 43″ est   |       |
| Arc de triomphe                                                   | Montpellier                         | Hérault                 | Occitanie                  | inscrit    | « PA00103609 », notice no PA00103609 | 43° 36′ 40″ nord, 3° 52′ 21″ est   |       |
| Hôtel Bardy                                                       | Montpellier                         | Hérault                 | Occitanie                  | inscrit    | « PA00103548 », notice no PA00103548 | 43° 36′ 36″ nord, 3° 52′ 30″ est   |       |
| Chapelle Notre-Dame de Roubignac                                  | Octon                               | Hérault                 | Occitanie                  | classé     | « PA00103623 », notice no PA00103623 | 43° 39′ 39″ nord, 3° 16′ 24″ est   |       |
| Église Saint-Jacques du Pouget                                    | Le Pouget                           | Hérault                 | Occitanie                  | inscrit    | « PA00103668 », notice no PA00103668 | 43° 35′ 33″ nord, 3° 31′ 23″ est   |       |
| Dolmen de Lamalou                                                 | Rouet                               | Hérault                 | Occitanie                  | classé     | « PA00103682 », notice no PA00103682 | 43° 49′ 27″ nord, 3° 47′ 59″ est   |       |
| Église Saint-Laurent de Roujan                                    | Roujan                              | Hérault                 | Occitanie                  | inscrit    | « PA00103684 », notice no PA00103684 | 43° 30′ 30″ nord, 3° 18′ 37″ est   |       |
| Chapelle Notre-Dame de Centeilles                                 | Siran                               | Hérault                 | Occitanie                  | classé     | « PA00103728 », notice no PA00103728 | 43° 19′ 42″ nord, 2° 39′ 09″ est   |       |
| Tombeau de Chateaubriand et îlot du Grand Bé                      | Saint-Malo                          | Ille-et-Vilaine         | Bretagne                   | classé     | « PA00090870 », notice no PA00090870 | 48° 39′ 08″ nord, 2° 02′ 00″ ouest |       |
| Église Saint-Saturnin de Ceaulmont                                | Ceaulmont                           | Indre                   | Centre-Val de Loire        | inscrit    | « PA00097288 », notice no PA00097288 | 46° 31′ 53″ nord, 1° 33′ 05″ est   |       |
| Chapelle Notre-Dame-de-Lorette                                    | Saint-Épain                         | Indre-et-Loire          | Centre-Val de Loire        | inscrit    | « PA00098072 », notice no PA00098072 | 47° 08′ 22″ nord, 0° 38′ 15″ est   |       |
| Maison                                                            | Tours                               | Indre-et-Loire          | Centre-Val de Loire        | inscrit    | « PA00098235 », notice no PA00098235 | 47° 23′ 39″ nord, 0° 40′ 53″ est   |       |
| Maison                                                            | Tours                               | Indre-et-Loire          | Centre-Val de Loire        | inscrit    | « PA00098236 », notice no PA00098236 | 47° 23′ 39″ nord, 0° 40′ 53″ est   |       |
| Chapelle Saint-Germain de L'Isle-d'Abeau                          | L'Isle-d'Abeau                      | Isère                   | Auvergne-Rhône-Alpes       | inscrit    | « PA00117207 », notice no PA00117207 | 45° 36′ 59″ nord, 5° 12′ 18″ est   |       |
| Chapelle Saint-Jean-Baptiste d'Oytier-Saint-Oblas                 | Oytier-Saint-Oblas                  | Isère                   | Auvergne-Rhône-Alpes       | inscrit    | « PA00117233 », notice no PA00117233 | 45° 33′ 51″ nord, 5° 00′ 13″ est   |       |
| Château de Demptézieu                                             | Saint-Savin                         | Isère                   | Auvergne-Rhône-Alpes       | inscrit    | « PA00117275 », notice no PA00117275 | 45° 37′ 04″ nord, 5° 19′ 26″ est   |       |
| Mosaïque gallo-romaine de Septème                                 | Septème                             | Isère                   | Auvergne-Rhône-Alpes       | classé     | « PA00117286 », notice no PA00117286 |                                    |       |
| Église Saint-André-le-Bas                                         | Vienne                              | Isère                   | Auvergne-Rhône-Alpes       | classé     | « PA00117323 », notice no PA00117323 | 45° 31′ 38″ nord, 4° 52′ 26″ est   |       |
| Église Notre-Dame d'Arville                                       | Arville                             | Loir-et-Cher            | Centre-Val de Loire        | inscrit    | « PA00098324 », notice no PA00098324 | 48° 03′ 49″ nord, 0° 56′ 54″ est   |       |
| Commanderie d'Arville                                             | Arville                             | Loir-et-Cher            | Centre-Val de Loire        | inscrit    | « PA00098323 », notice no PA00098323 | 48° 03′ 51″ nord, 0° 56′ 53″ est   |       |
| Église Saint-Étienne de Cheverny                                  | Cheverny                            | Loir-et-Cher            | Centre-Val de Loire        | inscrit    | « PA00098414 », notice no PA00098414 | 47° 29′ 58″ nord, 1° 27′ 37″ est   |       |
| Domaine des Grotteaux                                             | Huisseau-sur-Cosson                 | Loir-et-Cher            | Centre-Val de Loire        | inscrit    | « PA00098454 », notice no PA00098454 | 47° 35′ 06″ nord, 1° 25′ 16″ est   |       |
| Château de Conquereuil                                            | Conquereuil                         | Loire-Atlantique        | Pays de la Loire           | inscrit    | « PA00108595 », notice no PA00108595 | 47° 36′ 43″ nord, 1° 43′ 56″ ouest |       |
| Immeuble                                                          | Nantes                              | Loire-Atlantique        | Pays de la Loire           | inscrit    | « PA00108673 », notice no PA00108673 | 47° 13′ 15″ nord, 1° 33′ 05″ ouest |       |
| Maison Minée                                                      | Nantes                              | Loire-Atlantique        | Pays de la Loire           | inscrit    | « PA00108706 », notice no PA00108706 | 47° 13′ 05″ nord, 1° 32′ 52″ ouest |       |
| Immeuble                                                          | Nantes                              | Loire-Atlantique        | Pays de la Loire           | inscrit    | « PA00108725 », notice no PA00108725 | 47° 13′ 09″ nord, 1° 33′ 03″ ouest |       |
| Maison du chapitre                                                | Nantes                              | Loire-Atlantique        | Pays de la Loire           | inscrit    | « PA00108733 », notice no PA00108733 | 47° 13′ 13″ nord, 1° 33′ 00″ ouest |       |
| Hôtel Maurice                                                     | Nantes                              | Loire-Atlantique        | Pays de la Loire           | inscrit    | « PA00108734 », notice no PA00108734 | 47° 13′ 14″ nord, 1° 33′ 00″ ouest |       |
| Hôtel Cottin de Melleville                                        | Nantes                              | Loire-Atlantique        | Pays de la Loire           | inscrit    | « PA00108736 », notice no PA00108736 | 47° 13′ 12″ nord, 1° 33′ 03″ ouest |       |
| Hôtel Mellient                                                    | Nantes                              | Loire-Atlantique        | Pays de la Loire           | inscrit    | « PA00108739 », notice no PA00108739 | 47° 13′ 16″ nord, 1° 33′ 06″ ouest |       |
| Hôtel Urvoy de Saint-Bedan                                        | Nantes                              | Loire-Atlantique        | Pays de la Loire           | inscrit    | « PA00108674 », notice no PA00108674 | 47° 13′ 15″ nord, 1° 33′ 06″ ouest |       |
| Maison Minée                                                      | Nantes                              | Loire-Atlantique        | Pays de la Loire           | inscrit    | « PA00108707 », notice no PA00108707 | 47° 13′ 05″ nord, 1° 32′ 53″ ouest |       |
| Maison Minée                                                      | Nantes                              | Loire-Atlantique        | Pays de la Loire           | inscrit    | « PA00108708 », notice no PA00108708 | 47° 13′ 05″ nord, 1° 32′ 53″ ouest |       |
| Maison Minée                                                      | Nantes                              | Loire-Atlantique        | Pays de la Loire           | inscrit    | « PA00108709 », notice no PA00108709 | 47° 13′ 05″ nord, 1° 32′ 53″ ouest |       |
| Immeuble                                                          | Nantes                              | Loire-Atlantique        | Pays de la Loire           | inscrit    | « PA00108735 », notice no PA00108735 | 47° 13′ 16″ nord, 1° 33′ 02″ ouest |       |
| Immeuble                                                          | Nantes                              | Loire-Atlantique        | Pays de la Loire           | inscrit    | « PA00108737 », notice no PA00108737 | 47° 13′ 13″ nord, 1° 33′ 03″ ouest |       |
| Immeuble                                                          | Nantes                              | Loire-Atlantique        | Pays de la Loire           | inscrit    | « PA00108738 », notice no PA00108738 | 47° 13′ 13″ nord, 1° 33′ 04″ ouest |       |
| Maison Minée                                                      | Nantes                              | Loire-Atlantique        | Pays de la Loire           | inscrit    | « PA00108710 », notice no PA00108710 | 47° 13′ 06″ nord, 1° 32′ 54″ ouest |       |
| Hôtel Ceineray                                                    | Nantes                              | Loire-Atlantique        | Pays de la Loire           | inscrit    | « PA00108731 », notice no PA00108731 | 47° 13′ 12″ nord, 1° 32′ 59″ ouest |       |
| Maison du chapitre                                                | Nantes                              | Loire-Atlantique        | Pays de la Loire           | inscrit    | « PA00108732 », notice no PA00108732 | 47° 13′ 13″ nord, 1° 32′ 59″ ouest |       |
| Immeubles                                                         | Nantes                              | Loire-Atlantique        | Pays de la Loire           | inscrit    | « PA00108679 », notice no PA00108679 | 47° 13′ 01″ nord, 1° 33′ 18″ ouest |       |
| Maison Issala                                                     | Cahors                              | Lot                     | Occitanie                  | inscrit    | « PA00095010 », notice no PA00095010 | 44° 27′ 27″ nord, 1° 26′ 36″ est   |       |
| Grottes de Cougnac                                                | Payrignac                           | Lot                     | Occitanie                  | classé     | « PA00095181 », notice no PA00095181 | 44° 45′ 38″ nord, 1° 21′ 46″ est   |       |
| Chapelle Notre-Dame de l'Olm                                      | Salviac                             | Lot                     | Occitanie                  | inscrit    | « PA00095254 », notice no PA00095254 | 44° 40′ 58″ nord, 1° 15′ 48″ est   |       |
| Hôtel Hutot de Latour                                             | Agen                                | Lot-et-Garonne          | Nouvelle-Aquitaine         | classé     | « PA00084046 », notice no PA00084046 | 44° 12′ 03″ nord, 0° 36′ 47″ est   |       |
| Immeuble                                                          | Agen                                | Lot-et-Garonne          | Nouvelle-Aquitaine         | inscrit    | « PA00084049 », notice no PA00084049 | 44° 12′ 07″ nord, 0° 36′ 51″ est   |       |
| Église Saint-Avit de Lacapelle-Biron                              | Lacapelle-Biron                     | Lot-et-Garonne          | Nouvelle-Aquitaine         | classé     | « PA00084139 », notice no PA00084139 | 44° 35′ 23″ nord, 0° 52′ 55″ est   |       |
| Église Sainte-Marie d'Amans                                       | Layrac                              | Lot-et-Garonne          | Nouvelle-Aquitaine         | inscrit    | « PA00084156 », notice no PA00084156 | 44° 05′ 47″ nord, 0° 37′ 16″ est   |       |
| Anderitum                                                         | Javols                              | Lozère                  | Occitanie                  | inscrit    | « PA00103827 », notice no PA00103827 | 44° 41′ 42″ nord, 3° 20′ 36″ est   |       |
| Abbaye de la Boissière                                            | Noyant-Villages                     | Maine-et-Loire          | Pays de la Loire           | inscrit    | « PA00109079 », notice no PA00109079 | 47° 31′ 51″ nord, 0° 08′ 09″ est   |       |
| Porte de la Vallée                                                | Gennes-Val-de-Loire                 | Maine-et-Loire          | Pays de la Loire           | inscrit    | « PA00109246 », notice no PA00109246 | 47° 22′ 35″ nord, 0° 15′ 35″ ouest |       |
| Église Saint-Hilaire : clocher et travée                          | Brucheville                         | Manche                  | Normandie                  | classé     | « PA00110349 », notice no PA00110349 | 49° 22′ 26″ nord, 1° 12′ 17″ ouest |       |
| Manoir de la Cour : façades et toitures                           | Saint-Martin-le-Hébert              | Manche                  | Normandie                  | classé     | « PA00110592 », notice no PA00110592 | 49° 30′ 32″ nord, 1° 36′ 42″ ouest |       |
| Immeuble                                                          | Reims                               | Marne                   | Grand Est                  | classé     | « PA00078814 », notice no PA00078814 | 49° 15′ 20″ nord, 4° 02′ 00″ est   |       |
| Immeuble                                                          | Reims                               | Marne                   | Grand Est                  | classé     | « PA00078799 », notice no PA00078799 | 49° 15′ 22″ nord, 4° 02′ 02″ est   |       |
| Immeuble                                                          | Reims                               | Marne                   | Grand Est                  | classé     | « PA00078797 », notice no PA00078797 | 49° 15′ 19″ nord, 4° 02′ 01″ est   |       |
| Immeuble                                                          | Reims                               | Marne                   | Grand Est                  | classé     | « PA00078796 », notice no PA00078796 | 49° 15′ 22″ nord, 4° 02′ 03″ est   |       |
| Immeuble                                                          | Reims                               | Marne                   | Grand Est                  | classé     | « PA00078811 », notice no PA00078811 | 49° 15′ 20″ nord, 4° 02′ 05″ est   |       |
| Immeuble                                                          | Reims                               | Marne                   | Grand Est                  | classé     | « PA00078804 », notice no PA00078804 | 49° 15′ 21″ nord, 4° 02′ 01″ est   |       |
| Église Saint-Remi d'Unchair                                       | Unchair                             | Marne                   | Grand Est                  | inscrit    | « PA00078879 », notice no PA00078879 | 49° 17′ 23″ nord, 3° 44′ 43″ est   |       |
| Église Saint-Gervais-et-Saint-Protais de Hambers                  | Hambers                             | Mayenne                 | Pays de la Loire           | inscrit    | « PA00109512 », notice no PA00109512 | 48° 15′ 16″ nord, 0° 25′ 05″ ouest |       |
| Vierge des Lépreux                                                | Marville                            | Meuse                   | Grand Est                  | classé     | « PA00106580 », notice no PA00106580 | 49° 27′ 31″ nord, 5° 27′ 02″ est   |       |
| Église Saint-Pierre de Duvy                                       | Duvy                                | Oise                    | Hauts-de-France            | inscrit    | « PA00114675 », notice no PA00114675 | 49° 14′ 07″ nord, 2° 51′ 31″ est   |       |
| Hôtel Coulanges                                                   | 4e arrondissement de Paris          | Paris                   | Île-de-France              | classé     | « PA00086286 », notice no PA00086286 | 48° 51′ 18″ nord, 2° 21′ 54″ est   |       |
| Hôtel Arnaud                                                      | 4e arrondissement de Paris          | Paris                   | Île-de-France              | classé     | « PA00086272 », notice no PA00086272 | 48° 51′ 17″ nord, 2° 21′ 58″ est   |       |
| Hôtel de Ribault                                                  | 4e arrondissement de Paris          | Paris                   | Île-de-France              | classé     | « PA00086314 », notice no PA00086314 | 48° 51′ 19″ nord, 2° 22′ 01″ est   |       |
| Square Louis-XIII                                                 | 4e arrondissement de Paris          | Paris                   | Île-de-France              | classé     | « PA00086476 », notice no PA00086476 | 48° 51′ 20″ nord, 2° 21′ 56″ est   |       |
| Hôtel de Fourcy                                                   | 4e arrondissement de Paris          | Paris                   | Île-de-France              | classé     | « PA00086289 », notice no PA00086289 | 48° 51′ 18″ nord, 2° 21′ 59″ est   |       |
| Hôtel de Montbrun                                                 | 4e arrondissement de Paris          | Paris                   | Île-de-France              | classé     | « PA00086304 », notice no PA00086304 | 48° 51′ 22″ nord, 2° 21′ 52″ est   |       |
| Hôtel de Chaulnes                                                 | 4e arrondissement de Paris          | Paris                   | Île-de-France              | inscrit    | « PA00086282 », notice no PA00086282 | 48° 51′ 19″ nord, 2° 21′ 51″ est   |       |
| Hôtel de Clermont-Tonnerre                                        | 4e arrondissement de Paris          | Paris                   | Île-de-France              | classé     | « PA00086285 », notice no PA00086285 | 48° 51′ 20″ nord, 2° 22′ 00″ est   |       |
| Hôtel Lafont                                                      | 4e arrondissement de Paris          | Paris                   | Île-de-France              | classé     | « PA00086294 », notice no PA00086294 | 48° 51′ 19″ nord, 2° 22′ 00″ est   |       |
| Hôtel Pierrard                                                    | 4e arrondissement de Paris          | Paris                   | Île-de-France              | classé     | « PA00086311 », notice no PA00086311 | 48° 51′ 20″ nord, 2° 21′ 51″ est   |       |
| Hôtel de Lannion                                                  | 7e arrondissement de Paris          | Paris                   | Île-de-France              | inscrit    | « PA00088755 », notice no PA00088755 | 48° 51′ 35″ nord, 2° 19′ 30″ est   |       |
| Hôtel de Samuel Bernard                                           | 7e arrondissement de Paris          | Paris                   | Île-de-France              | classé     | « PA00088737 », notice no PA00088737 | 48° 51′ 24″ nord, 2° 19′ 35″ est   |       |
| Petit hôtel de Villars                                            | 7e arrondissement de Paris          | Paris                   | Île-de-France              | classé     | « PA00088746 », notice no PA00088746 | 48° 51′ 25″ nord, 2° 19′ 11″ est   |       |
| Maison                                                            | Clermont-Ferrand                    | Puy-de-Dôme             | Auvergne-Rhône-Alpes       | inscrit    | « PA00092074 », notice no PA00092074 | 45° 47′ 36″ nord, 3° 06′ 48″ est   |       |
| Maison                                                            | Clermont-Ferrand                    | Puy-de-Dôme             | Auvergne-Rhône-Alpes       | inscrit    | « PA00092077 », notice no PA00092077 | 45° 47′ 37″ nord, 3° 06′ 41″ est   |       |
| Halle aux toiles                                                  | Clermont-Ferrand                    | Puy-de-Dôme             | Auvergne-Rhône-Alpes       | inscrit    | « PA00092047 », notice no PA00092047 | 45° 47′ 37″ nord, 3° 06′ 49″ est   |       |
| Maison                                                            | Clermont-Ferrand                    | Puy-de-Dôme             | Auvergne-Rhône-Alpes       | inscrit    | « PA00092062 », notice no PA00092062 | 45° 47′ 38″ nord, 3° 06′ 47″ est   |       |
| Maison                                                            | Clermont-Ferrand                    | Puy-de-Dôme             | Auvergne-Rhône-Alpes       | inscrit    | « PA00092063 », notice no PA00092063 | 45° 47′ 38″ nord, 3° 06′ 48″ est   |       |
| Maison des Capucins                                               | Clermont-Ferrand                    | Puy-de-Dôme             | Auvergne-Rhône-Alpes       | inscrit    | « PA00092059 », notice no PA00092059 | 45° 47′ 37″ nord, 3° 06′ 46″ est   |       |
| Maisons                                                           | Clermont-Ferrand                    | Puy-de-Dôme             | Auvergne-Rhône-Alpes       | inscrit    | « PA00092076 », notice no PA00092076 | 45° 47′ 36″ nord, 3° 06′ 44″ est   |       |
| Hôtel du Jouhannel de Jenzat également appelé Hôtel de Roquefeuil | Riom                                | Puy-de-Dôme             | Auvergne-Rhône-Alpes       | classé     | « PA00092287 », notice no PA00092287 | 45° 53′ 40″ nord, 3° 06′ 52″ est   |       |
| Église Saint-Bonnet de Saint-Bonnet-le-Chastel                    | Saint-Bonnet-le-Chastel             | Puy-de-Dôme             | Auvergne-Rhône-Alpes       | inscrit    | « PA00092344 », notice no PA00092344 | 45° 27′ 02″ nord, 3° 38′ 04″ est   |       |
| Château de Béost                                                  | Béost                               | Pyrénées-Atlantiques    | Nouvelle-Aquitaine         | inscrit    | « PA00084352 », notice no PA00084352 | 42° 59′ 38″ nord, 0° 24′ 53″ ouest |       |
| Pilori d'Izeste                                                   | Izeste                              | Pyrénées-Atlantiques    | Nouvelle-Aquitaine         | inscrit    | « PA00084413 », notice no PA00084413 | 43° 05′ 32″ nord, 0° 25′ 30″ ouest |       |
| Église Saint-André d'Angoustrine                                  | Angoustrine-Villeneuve-des-Escaldes | Pyrénées-Orientales     | Occitanie                  | classé     | « PA00103953 », notice no PA00103953 | 42° 29′ 01″ nord, 1° 57′ 32″ est   |       |
| Église Saint-Pierre de Riuferrer                                  | Arles-sur-Tech                      | Pyrénées-Orientales     | Occitanie                  | inscrit    | « PA00103961 », notice no PA00103961 | 42° 27′ 49″ nord, 2° 37′ 13″ est   |       |
| Oppidum gallo-romain de Ruscino                                   | Perpignan                           | Pyrénées-Orientales     | Occitanie                  | inscrit    | « PA00104086 », notice no PA00104086 | 42° 42′ 42″ nord, 2° 56′ 55″ est   |       |
| Logis de l'abbé d'Ainay                                           | 2e arrondissement de Lyon           | Rhône                   | Auvergne-Rhône-Alpes       | inscrit    | « PA00117881 », notice no PA00117881 | 45° 45′ 16″ nord, 4° 49′ 36″ est   |       |
| Maison                                                            | 5e arrondissement de Lyon           | Rhône                   | Auvergne-Rhône-Alpes       | inscrit    | « PA00117922 », notice no PA00117922 | 45° 46′ 02″ nord, 4° 49′ 36″ est   |       |
| Immeuble                                                          | 5e arrondissement de Lyon           | Rhône                   | Auvergne-Rhône-Alpes       | inscrit    | « PA00117864 », notice no PA00117864 | 45° 45′ 55″ nord, 4° 49′ 38″ est   |       |
| Maison                                                            | 5e arrondissement de Lyon           | Rhône                   | Auvergne-Rhône-Alpes       | inscrit    | « PA00117900 », notice no PA00117900 | 45° 45′ 55″ nord, 4° 49′ 44″ est   |       |
| Immeuble                                                          | 1er arrondissement de Lyon          | Rhône                   | Auvergne-Rhône-Alpes       | inscrit    | « PA00117878 », notice no PA00117878 | 45° 46′ 10″ nord, 4° 50′ 15″ est   |       |
| Hôpital militaire Villemanzy                                      | 1er arrondissement de Lyon          | Rhône                   | Auvergne-Rhône-Alpes       | inscrit    | « PA00117814 », notice no PA00117814 | 45° 46′ 19″ nord, 4° 50′ 10″ est   |       |
| Prieuré de Limon                                                  | Simandres                           | Rhône                   | Auvergne-Rhône-Alpes       | inscrit    | « PA00118066 », notice no PA00118066 | 45° 35′ 38″ nord, 4° 51′ 20″ est   |       |
| Église Saint-Roch de Vaux-en-Pré                                  | Vaux-en-Pré                         | Saône-et-Loire          | Bourgogne-Franche-Comté    | inscrit    | « PA00113522 », notice no PA00113522 | 46° 37′ 39″ nord, 4° 35′ 58″ est   |       |
| Pierre à cupules de Pré Nouveau                                   | Saint-Michel-de-Maurienne           | Savoie                  | Auvergne-Rhône-Alpes       | classé     | « PA00118312 », notice no PA00118312 | 45° 14′ 03″ nord, 6° 29′ 37″ est   |       |
| Hôtel                                                             | Rouen                               | Seine-Maritime          | Normandie                  | inscrit    | « PA00100859 », notice no PA00100859 | 49° 26′ 39″ nord, 1° 05′ 13″ est   |       |
| Hôtel                                                             | Rouen                               | Seine-Maritime          | Normandie                  | inscrit    | « PA00100860 », notice no PA00100860 | 49° 26′ 39″ nord, 1° 05′ 13″ est   |       |
| Église Saint-Cande-le-Jeune et hôtel Asselin                      | Rouen                               | Seine-Maritime          | Normandie                  | inscrit    | « PA00100813 », notice no PA00100813 | 49° 26′ 26″ nord, 1° 05′ 32″ est   |       |
| Maison                                                            | Rouen                               | Seine-Maritime          | Normandie                  | inscrit    | « PA00101006 », notice no PA00101006 | 49° 26′ 34″ nord, 1° 05′ 14″ est   |       |
| Hôtel                                                             | Abbeville                           | Somme                   | Hauts-de-France            | inscrit    | « PA00116024 », notice no PA00116024 | 50° 06′ 13″ nord, 1° 50′ 12″ est   |       |
| Maison Cozette                                                    | Amiens                              | Somme                   | Hauts-de-France            | inscrit    | « PA00116074 », notice no PA00116074 | 49° 53′ 52″ nord, 2° 17′ 46″ est   |       |
| Château de Saint-Gratien (Somme)                                  | Saint-Gratien                       | Somme                   | Hauts-de-France            | inscrit    | « PA00116241 », notice no PA00116241 | 49° 57′ 48″ nord, 2° 24′ 34″ est   |       |
| Église Sainte-Catherine de Penne                                  | Penne                               | Tarn                    | Occitanie                  | inscrit    | « PA00095616 », notice no PA00095616 | 44° 04′ 38″ nord, 1° 43′ 46″ est   |       |
| Tour des Avalats                                                  | Saint-Juéry                         | Tarn                    | Occitanie                  | inscrit    | « PA00095637 », notice no PA00095637 | 43° 56′ 20″ nord, 2° 14′ 23″ est   |       |
| Hôpital des Enfermés                                              | Pontoise                            | Val-d'Oise              | Île-de-France              | inscrit    | « PA00080167 », notice no PA00080167 | 49° 02′ 58″ nord, 2° 05′ 42″ est   |       |
| Remparts de Pontoise                                              | Pontoise                            | Val-d'Oise              | Île-de-France              | inscrit    | « PA00080173 », notice no PA00080173 | 49° 03′ 03″ nord, 2° 05′ 47″ est   |       |
| Fort du Moulin                                                    | Hyères                              | Var                     | Provence-Alpes-Côte d'Azur | classé     | « PA00081664 », notice no PA00081664 | 43° 00′ 38″ nord, 6° 22′ 52″ est   |       |
| Chapelle de Saint-Tropez                                          | Saint-Tropez                        | Var                     | Provence-Alpes-Côte d'Azur | inscrit    | « PA00081721 », notice no PA00081721 | 43° 16′ 02″ nord, 6° 38′ 25″ est   |       |
| Hôtel Fortia de Montréal                                          | Avignon                             | Vaucluse                | Provence-Alpes-Côte d'Azur | classé     | « PA00081855 », notice no PA00081855 | 43° 56′ 48″ nord, 4° 48′ 30″ est   |       |
| Hôtel Chauveau-Barbier                                            | Poitiers                            | Vienne                  | Nouvelle-Aquitaine         | inscrit    | « PA00105640 », notice no PA00105640 | 46° 35′ 05″ nord, 0° 20′ 33″ est   |       |
| Menhir de Villeneuve-sur-Yonne                                    | Villeneuve-sur-Yonne                | Yonne                   | Bourgogne-Franche-Comté    | classé     | « PA00113948 », notice no PA00113948 | 48° 03′ 54″ nord, 3° 17′ 10″ est   |       |
| Église Saint-Pierre de Gressey                                    | Gressey                             | Yvelines                | Île-de-France              | inscrit    | « PA00087447 », notice no PA00087447 | 48° 49′ 51″ nord, 1° 36′ 31″ est   |       |
| Maison natale du général Hoche                                    | Versailles                          | Yvelines                | Île-de-France              | inscrit    | « PA00087762 », notice no PA00087762 | 48° 48′ 02″ nord, 2° 07′ 30″ est   |       |
| Pavillon des Sources                                              | Versailles                          | Yvelines                | Île-de-France              | inscrit    | « PA00087680 », notice no PA00087680 | 48° 48′ 23″ nord, 2° 07′ 37″ est   |       |
| Immeuble                                                          | Versailles                          | Yvelines                | Île-de-France              | inscrit    | « PA00087702 », notice no PA00087702 | 48° 47′ 51″ nord, 2° 07′ 25″ est   |       |
| Immeubles                                                         | Versailles                          | Yvelines                | Île-de-France              | inscrit    | « PA00087729 », notice no PA00087729 | 48° 48′ 22″ nord, 2° 07′ 40″ est   |       |
| Immeuble                                                          | Versailles                          | Yvelines                | Île-de-France              | inscrit    | « PA00087731 », notice no PA00087731 | 48° 47′ 48″ nord, 2° 07′ 30″ est   |       |